# Conchita Montenegro
María de la Concepción Andrés Picado, conocida como Conchita Montenegro (San Sebastián, 11 de septiembre de 1911-Madrid, 22 de abril de 2007) fue una modelo, bailarina y actriz española. Destacó por ser la primera mujer española que triunfó en Hollywood, tanto en español como en inglés.

## Biografía
Abandonó su ciudad natal a los diez años para trasladarse a Madrid, donde comenzó a formarse y se fueron desarrollando sus cualidades interpretativas. Siendo aún adolescente marchó a París para asistir a clases de danza y arte dramático que recibió en la Escuela del Teatro de la Ópera.
A su regreso a España formó un dúo de baile con su hermana Juanita, con el nombre de “Las Dresnas de Montenegro”, y triunfaron en las principales capitales europeas. Tenía otra hermana, Justa.
La sensualidad y la fascinante belleza de Conchita la llevó pronto al cine. Rodó su primera película en 1927, La muñeca rota, dirigida por Reinhardt Blotner.
Después llegarían otras producciones como Rosa de Madrid (1927) de Eusebio Fernández Ardavín y Sortilegio (1927), de Agustín de Figueroa.

### Conquistando América
En junio de 1930 sale hacia los Estados Unidos. El doblaje aún no existía por lo que su trabajo consistía en rodar en español, junto con otros actores de renombre, versiones de los éxitos del momento, destinadas a las salas de exhibición de España e Iberoamérica. Durante poco más de un año fue estrella contratada de la Metro-Goldwyn-Mayer, con la que rueda De frente, marchen (1930), de Edward Sedgwick, Sevilla de mis amores (1930), de Ramón Novarro, Su última noche (1931), de Chester M. Franklin, En cada puerto un amor (1931), de Marcel Silver, The Twain Shall Meet (1931), de W. S. Van Dyke, con Leslie Howard, y Strangers May Kiss (1931), de George Fitzmaurice, con Norma Shearer y Robert Montgomery. 

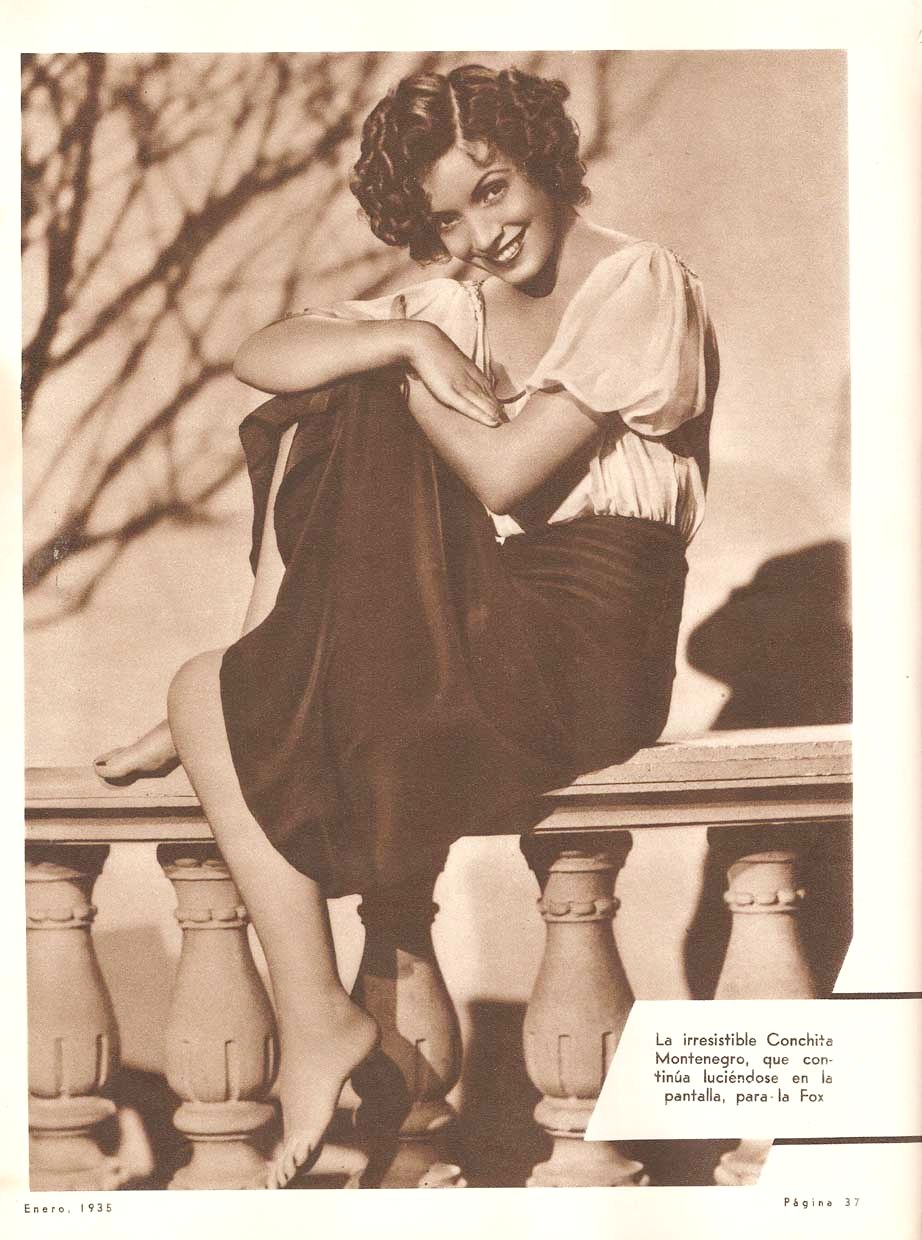
Conchita Montenegro hacia 1935.

Una de las anécdotas más curiosas del comienzo de su aventura hollywoodiense fue cuando en una prueba se negó a besar a Clark Gable; su negativa y el gesto de repulsión que adoptó gustaron mucho. Lionel Barrymore, experto en el mundo del cine, afirmó: “Esta chiquilla dará mucho juego”. 
Sin embargo, la MGM no le renueva el contrato, y es contratada a continuación por la Fox Film Corporation, con la que siguió rodando películas en español como Hay que casar al príncipe (1931), de Lewis Seiler, Marido y mujer (1932), de Bert E. Sebell, Dos noches (1933), del chileno Carlos Borcosque, La melodía prohibida (1933), de Frank Strayer, Granaderos del amor (1934), de John Reinhardt, y ¡Asegure a su mujer! (1935), de Lewis Seiler (con guion de Enrique Jardiel Poncela).
Un talento tan asombroso no podía quedar limitado al mercado hispanohablante, por lo que los productores decidieron mostrar sus cualidades en películas originales en inglés, lengua que la joven dominaba ya con soltura, y había aprendido en dos meses, aconsejada por Edgar Neville y Charles Chaplin, como ella misma relató en una entrevista en 1942.
Aunque los prejuicios étnicos de la época limitaban su repertorio, rodó para la Fox varios films en inglés, como The Cisco Kid (1931), de Irving Cummings, con Warner Baxter (Óscar por su papel en este film), Audaz y galante (1932) de Alfred L. Werker, con George O'Brien y Victor McLaglen, Receta para la felicidad (1934), de David Butler, con Will Rogers y Robert Taylor, o El brindis de la muerte (1934) de John G. Blystone. A pesar de su éxito, en mayo de 1935 la productora no prorroga su contrato, y ella parte hacia Europa. 
Su experiencia americana, y su dominio del francés desde su juventud, le permitieron abrirse al mercado italiano y al francés, con el que ya había trabajado, con títulos como La vie parisienne, (1935), de Robert Siodmak, Lumières de Paris (1937) de Richard Pottier con Tino Rossi o Beau Danube bleu (1938) de Alfred Rode (perdida en un incendio, antes de su estreno), a los que siguieron Amore di ussaro, (1940), de Luis Marquina y Conjura en Florencia (1941) de Ladislao Vajda, prohibida por Benito Mussolini (lo que daría lugar a la carrera española de este realizador).
El día 19 de septiembre de 1935 contrajo matrimonio en París con el galán brasileño Raul Roulien, con el que acababa de rodar en Hollywood Granaderos del amor (1934) y ¡Asegure a su mujer! (1935). Con Roulien viajó a Sudamérica y con él como director rodó, en Argentina, la versión española El grito de la juventud (1939). Poco tiempo después se divorciarían.

### De nuevo en casa
Regresó a España en 1942 tras finalizar la guerra civil española y después de trece años en el extranjero. Su fama la llevó a protagonizar varias nuevas producciones: En el año 1942 rodó la prohibida al poco de estrenarse Rojo y negro, de Carlos Arévalo, con Ismael Merlo, Boda en el infierno de Antonio Román con José Nieto, y Aventura, de Jerónimo Mihura, con José Isbert; en 1943 Ídolos, de Florián Rey, con Ismael Merlo y Juan Calvo.
Su último título, en 1944, fue Lola Montes dirigida por Antonio Román, junto a Luis Prendes. Al poco contrajo matrimonio con el diplomático Ricardo Giménez-Arnau, antiguo delegado del Servicio Exterior de Falange y embajador ante la Santa Sede, tras lo cual se apartó del cine, negándose a conceder cualquier entrevista y huyendo de los homenajes que le ofrecieron (declinó la Medalla al Mérito Artístico que el Ministerio de Cultura le quiso conceder en 1990). 
Enviudó en 1972.Falleció en 2007.

### Muerte
Murió por causas naturales el domingo 22 de abril de 2007, a los 95 años de edad, en la Clínica de la Moncloa de Madrid; donó su cuerpo a la ciencia.

## Filmografía
- De frente, marchen (1930)
- Sevilla de mis amores (1930)
- Su última noche (1931)
- El grito de la juventud (1939)
- Rojo y negro (1942)
- Ídolos (1943)

## Conchita Montenegro como personaje literario
La vida de Conchita Montenegro fue novelada por José Rey Ximena en El vuelo del ibis (Facta, 2008), Carmen Ro en Mientras tú no estabas (La esfera de los libros, 2017) y por Javier Moro en Mi pecado (Espasa, 2018, Premio Primavera de Novela). También aparece brevemente en la novela El tango de la guardia vieja de Arturo Pérez-Reverte.